# Adolf Wilhelm Ziegler
Adolf Wilhelm Ziegler (* 9. März 1903 in München; † 30. August 1989 ebenda) war ein deutscher römisch-katholischer Theologe, Kirchenhistoriker und Hochschullehrer.
Er lehrte von 1948 bis 1968 als ordentlicher Professor für Kirchengeschichte des Altertums und Patrologie an der Ludwig-Maximilians-Universität.

## Leben
Adolf Wilhelm Ziegler wurde als Sohn von Theresia Ziegler, geborene Kraus, und des Reichsbahninspektors Adolf Ziegler in München geboren. Nach einem Studium der Philosophie und Theologie an der Universität München wurde der Katholik Adolf Wilhelm Ziegler 1927 durch Michael von Faulhaber in Freising zum Priester geweiht. Er war dann als Seelsorger unter anderem in München St. Benno als Kooperator eingesetzt. Im Jahr 1930 folgte seine Promotion (Dr. theol.) an der LMU, 1937 in Würzburg die Habilitation für das Fach Kirchengeschichte. Von 1937 bis 1938 war er als nebenamtlicher Standortpfarrer bei der deutschen Wehrmacht in München tätig, von 1939 bis 1945 als Standortpfarrer in Freising und Moosburg, auch war er Seelsorger im Lazarett des Priesterseminars Freising. Ab 1938 war er Dozent am Priesterseminar Freising und an der Universität Würzburg. Als Dozent an der Universität Würzburg wurde er 1940 wegen „politischer Unzuverlässigkeit“ entlassen. Eine Dozentur an der LMU München wurde ihm durch die Nationalsozialisten verweigert.
Bis 1945 blieb er aber Dozent am Freisinger Priesterseminar.
Im Jahr 1945 wurde er als außerordentlicher Professor für Kirchengeschichte an die Philosophisch-Theologische Hochschule Dillingen berufen und war dort bis 1948 tätig. Ab 1948 bis zu seiner Emeritierung 1968 lehrte er als ordentlicher Professor für Kirchengeschichte des Altertums und Patrologie an der LMU München und war dort auch Seminarvorstand. Von 1954 bis 1966 war er Herausgeber von Deutingersche Beiträge zur altbayerischen Kirchengeschichte. In den Jahren 1955 bis 1956 nahm er die Aufgabe des Dekans der Katholisch-Theologischen Fakultät wahr. Im Wintersemester 1951/52 trat er der katholischen Studentenverbindung W.K.St.V. Unitas Burgundia bei.
In der Sowjetischen Besatzungszone wurde sein Buch Die russische Gottlosenbewegung (Kösel Pustet, München 1932) auf die Liste der auszusondernden Literatur gesetzt.
Adolf Wilhelm Ziegler lebte zuletzt im oberbayerischen Garmisch-Partenkirchen und starb in München.

## Ehrungen
- Päpstlicher Hausprälat (1963)
- Festschrift zum Geburtstag (1972)
- Bayerischer Verdienstorden (1973)

## Schriften

### Bücher
- Die Nominations- und Präsentationsrechte der Universität München. Von der Theologischen Fakultät der Universität München gekrönte Preisschrift, München 1929 (zugleich Hochschulschrift, München, Dissertation, 1929).
- Die russische Gottlosenbewegung. Eine authentische Darstellung mit reichem, in Deutschland erstmals veröffentlichtem Bildermaterial, München 1932.
- Die Union des Konzils von Florenz in der russischen Kirche (= Das östliche Christentum. Band 4). Würzburg 1938 (zugleich Habilitationsschrift).
- Neue Studien zum ersten Klemensbrief, München 1958.
- mit Joseph Anton Fischer, Johannes Fuchs, Lantbert von Freising, 937–957, der Bischof und Heilige. Erinnerungsgabe an die Jahrtausendfeier 1957, München 1959.
- (Hrsg.): Monachium. Beiträge zur Kirchen- und Kulturgeschichte Münchens und Südbayerns anlässlich der 800-Jahrfeier der Stadt München 1958, München 1958.
- Religion, Kirche und Staat in Geschichte und Gegenwart (3 Bände), München 1969–1974.
  - Band 1: Geschichte. Vorgeschichte, Altertum, Mittelalter, Neuzeit, München 1969.
  - Band 2: Das Verhältnis von Kirche und Staat in Europa, München 1972, ISBN 3-7863-0137-9.
  - Band 3: Das Verhältnis von Kirche und Staat in Amerika, München 1974.
- Der Freisinger Mohr. Eine heimatgeschichtliche Untersuchung zum Freisinger Bischofswappen, Hermanno Tüchle Septuagenario, München 1975.
- Ein Werk des Friedens. Erinnerungen an die Militärseelsorge 1939–1945 in einem Gefangenenlager, München 1979, ISBN 3-87904-090-7.
- Martin Dauner, 1889–1972. Ein Lebensbild aus bewegter Zeit, München 1984.

### Beiträge in Sammelwerken
- Das Verhalten der kirchlichen Oberhirten in der slawischen Völkerwanderung des 6. und 7. Jhs; Anhang: Die Freisinger slawischen Denkmäler und andere literarische Denkwürdigkeiten Freisings. In: Episcopus. Studien über das Bischofsamt. Seiner Eminenz Michael Kardinal von Faulhaber, Erzbischof von München-Freising, zum 80. Geburtstag dargebracht von der Theologischen Fakultät der Universität München. Regensburg 1949, S. 110–135.
- Methodius in Ellwangen. In: Land und Reich – Stamm und Nation. Probleme und Perspektiven bayerischer Geschichte (= Festgabe zum 90. Geburtstag von Max Spindler). Im Auftrag der Kommission für bayerische Landesgeschichte herausgegeben von Andreas Kraus. 3 Bände, hier: Band 1: Forschungsberichte Antike und Mittelalter. Beck, München 1984, S. 305–324.

### Zeitschriftenartikel
- Gregor VII. und der Kijewer Grossfürst Izjaslav, In: Studi gregoriani, Rom, Band 1, 1947, S. 387–411.
- Die 35. Evangelien-Homilie Gregors des Großen in einer Brevierlesung. Comm. plurim. Mart. I. 7-9, In: Münchener Theologische Zeitschrift, Band 1, 1950, S. 35–44.
- Methodius auf dem Weg in die schwäbische Verbannung, In: JGO (Jahrbücher für Geschichte Osteuropas) N. F. 1, München – Wiesbaden 1953, S. 369–382.
- Prophetische Erkenntnis und Verkündigung im I. Klemensbrief, In: Historisches Jahrbuch, Münster, Band 77, 1958, S. 39–49. online
- Die Absetzung des Erzbischofs Methodius im Lichte der altkirchlichen Rechtsgeschichte, In: Jahrbuch für altbayerische Kirchengeschichte, Band 24, Teil 1, 1965, S. 11–24.
- Gregor der Ältere von Nazianz, seine Taufe und Weihe, In: Münchener Theologische Zeitschrift, Band 31, 1980, S. 262–283.